# Oto Ferenczy
Oto Ferenczy (30. března 1921 Brezovica nad Torysou – 3. května 2000 Bratislava) byl slovenský hudební skladatel a pedagog.

## Život
Studoval na gymnáziu v Košicích a v Prešově. Po maturitě v roce 1939 se stal posluchačem Filozofické fakulty Univerzity Komenského v Bratislavě, kde studoval psychologii a hudební vědu. Absolvoval v roce 1945 dizertační prací Zážitok a vnímanie hudby. V roce 1945 se stal vedoucím hudebního oddělení Univerzitní knihovny v Bratislavě.
Od roku 1951 působil na Vysoké škole múzických umění v Bratislavě. V roce 1953 se stal docentem hudební teorie a estetiky a v roce 1953 děkanem Hudební fakulty. Profesorem byl jmenován v roce 1965 a v témže roce se stal i rektorem školy. Po řadu let působil jako předseda Zväzu slovenských skladateľov a byl členem mnoha různých odborných komisí. Pro potřeby studentů Vysoké školy múzických umění vydal skripta Teórie harmonie, Teórie foriem, Teórie kontrapunktu a Teórie melódie.
Roku 1971 obdržel za operu Nevšední humoreska státní cenu Klementa Gottwalda.

## Dílo

### Opera
- Nevšedná humoreska (libreto autor podle divadelní hry K. Goetza "Mrtvá teta", 1967)

### Orchestrální skladby
- Rondo (1951)
- Hurbanovská. Predohra pre veľký orchester (1952)
- Regrútska (1952)
- Tanečná fantázia (1953)
- Obraz z môjho kraja (1954)
- Selanka. Tanečná scéna (1955)
- Elégia pre veľký orchester (1958
- Finále pre veľký orchester (1958)
- Prológ. Symfonická predohra (1974)
- Ouvertura pre symfonický orchester (1977)
- Concertino per 10 stromenti (per orchestra da camera) (1948)
- Serenáda pre flautu, klarinet, fagot, harfu a sláčiky (1955)
- Partita pre komorný orchester (1965)
- Tri zbojnícke piesne pre barytón a orchester (1952)
- Hviezda severu. Kantáta pre barytón, miešaný zbor a orchester (1960)
- Capriccio pre klavír a orchester (1957)

### Komorní hudba
- Intermezzo pre klavír (1943)
- Fantázia pre organ (1945)
- Sonáta pre husle a klavír (1963)
- Trio (1977)
- Hudba pre štyri sláčikové nástroje (In memoriam Béla Bartók, 1947)
- Sláčikové kvarteto č. 1 (1962)
- Noneto (1948)

Dále komponoval písně a sbory.